# Bik Koji Sjedi
Tatanka-Iyotanka (Tȟatȟáŋka Íyotake; Sitting Bull ili Bik Koji Sjedi) (oko 1831. – 15. prosinca 1890.), sveti čovjek Siouxa i poglavica plemena Hunkpapa Sioux pod čijim vodstvom su ujedinjeni Siouxi i Sjeverni Šajeni izvojevali najveću indijansku pobjedu na Little Bighornu, poznatu u povijesti kao bitka kod Little Big Horna 25. lipnja 1876. g. Nakon te pobjede, povukao se s plemenom u Kanadu gdje su ostali do 20. srpnja 1881. godine kada se predaju. Neko vrijeme proveo je i u cirkusu Buffalo Billa.
Ubila ga je indijanska policija 15. prosinca 1890. u 59. godini života u rezervatu Standing Rock gdje se održavao ritual 'Ples duhova'. 
Pokopan je u Fort Yatesu, a 1953. njegovi posmrtni ostaci preseljeni su u Mobridge, u Južnoj Dakoti gdje mu je podignut granitni spomenik.

## Vanjske poveznice
- Tatanka Iyotanka  Arhivirana inačica izvorne stranice od 21. prosinca 2012. (Wayback Machine)